# Paul Sylbert
Pour les articles homonymes, voir Sylbert.
Paul Sylbert est un directeur artistique américain né le 16 avril 1928 dans le quartier de Brooklyn à New York (État de New York), et mort le 19 novembre 2016.

## Biographie
Après avoir servi dans l'infanterie lors de la Guerre de Corée, Paul Sylbert et son frère Richard étudient la peinture à la Tyler School of Art de l'Université Temple à Philadelphie,.
Paul assure un cours sur le processus de création dans le département cinéma de l'Université de Pennsylvanie.

## Filmographie (sélection)
- 1969 : La Mutinerie (Riot) de Buzz Kulik
- 1975 : Vol au-dessus d'un nid de coucou (One Flew Over the Cuckoo's Nest) de Miloš Forman
- 1975 : La Toile d'araignée (The Drowning Pool) de Stuart Rosenberg
- 1978 : Le ciel peut attendre (Heaven Can Wait) de Warren Beatty et Buck Henry
- 1979 : Kramer contre Kramer (Kramer vs. Kramer) de Robert Benton
- 1981 : Blow Out de Brian De Palma
- 1983 : Gorky Park de Michael Apted
- 1984 : Le Pape de Greenwich Village (The Pope of Greenwich Village) de Stuart Rosenberg
- 1987 : Nadine de Robert Benton
- 1991 : Le Prince des marées (The Prince of Tides) de Barbra Streisand
- 1994 : La Surprise (Milk Money) de Richard Benjamin
- 1995 : Sauvez Willy 2 : La Nouvelle Aventure (Free Willy 2: The Adventure Home) de Dwight H. Little
- 1997 : Complots (Conspiracy Theory) de Richard Donner

## Distinctions
- Oscar des meilleurs décors

### Récompenses
- Oscars 1979 pour Le ciel peut attendre

### Nominations
- Oscars 1992 pour Le Prince des marées